# 锡金红丝线
锡金红丝线（学名：Lycianthes macrodon var. sikkimensis）为茄科红丝线属下的一个变种。

## 扩展阅读
- 維基物種上的相關：锡金红丝线